# 가미야마역
가미야마역(일본어: 神山駅)은 일본 니가타현 아가노시에 위치한 동일본 여객철도 우에쓰 본선의 철도역이다. 단선 승강장 1면 1선의 구조를 갖춘 지상역이다.

## 역 주변
- 국도 제460호선

## 역사
- 1944년 9월 28일 : 가미야마 신호장으로서 개설.
- 1955년 1월 20일 : 역으로 승격, 가미야마역 개업.
- 1972년 9월 1일 : 수하물 및 소하물의 취급을 폐지.
- 1987년 4월 1일 : 일본국유철도 분할 민영화에 의해, 동일본 여객철도가 승계.
- 2008년 3월 15일 : SUICA 서비스 개시.

## 인접 역
| 동일본 여객철도 우에쓰 본선 | 동일본 여객철도 우에쓰 본선 | 동일본 여객철도 우에쓰 본선 |
| --------------------------- | --------------------------- | --------------------------- |
| 스이바라 니쓰 방면          | ■ 우에쓰 본선               | 쓰키오카 아키타 방면        |